# Miejska i Powiatowa Biblioteka Publiczna im. Witalisa Szlachcikowskiego w Wąbrzeźnie
Miejska i Powiatowa Biblioteka Publiczna im. Witalisa Szlachcikowskiego w Wąbrzeźnie – biblioteka publiczna funkcjonująca od 1947 roku w Wąbrzeźnie.

## Historia

### Przed 1947 r.
Początki bibliotek w Wąbrzeźnie sięgają 1886 roku, kiedy to 29 sierpnia powstało Towarzystwo Przemysłowe, zrzeszające kupców i rzemieślników – posiadało ono swoją bibliotekę, a pierwszym bibliotekarzem był kupiec Marian Sass. Swoją bibliotekę posiadało także powstałe w 1904 roku Towarzystwo Ludowe, od 1909 roku Towarzystwo Śpiewu Lutnia. W 1913 roku powstaje Towarzystwo Czytelni Ludowych, którego prezesem zostaje Aleksander Ledwochowski, skarbnikiem ks. Wacław Wilkans a bibliotekarzem miejscowy księgarz Roman Wojtecki. TCL przejęło 12 bibliotek założonych w latach 1904–1905 przez TCL z siedzibą w Poznaniu. W grudniu 1913 roku bibliotekarzem głównym była Halina Łęgowska, a bibliotekarzem miejskim Zofia Bryx. Fundatorem wielu książek, w tym trzech bibliotek wiejskich (m.in. w Płużnicy) był ks. Wacław Wilkans. W 1922 roku TCL posiadało 1618 książek, z których korzystało 249 czytelników. Biblioteka mieściła się w gmachu szkoły żeńskiej (obecnie Szkoła Podstawowa nr 2 im. Jana Pawła II). W 1933 roku TCL pozyskało nową siedzibę przy ul. Wolności. W okresie okupacji hitlerowskiej biblioteka wraz z wiejskimi bibliotekami uległa rozproszeniu, a książki przechowali bibliotekarze, wypożyczając je innym. Największy swój udział w prowadzeniu tajnej biblioteki miała Irena Ułanowska, córka wspomnianego Romana Wojteckiego. 
W 2002 roku patronem biblioteki został Witalis Szlachcikowski.

### Księgozbiór Haliny Czypickiej i początek biblioteki publicznej
Po II wojnie światowej podstawą księgozbioru publicznej biblioteki stały się prywatne książki ze zbiorów Ireny Szczepańskiej i jej córki Haliny Czypickiej. W 1947 roku powołano Bibliotekę Miejską z siedzibą przy ul. Królowej Jadwigi.

### Lata 1947–2018
W 1954 roku w powiecie wąbrzeskim istniało 13 bibliotek i 61 punktów bibliotecznych. W latach 60. XX wieku pozyskano nową siedzibę przy ul. Wolności 15. W 1975 roku biblioteka przeniosła się na I piętro budynku ratusza miejskiego. W 1993 roku przeniesiono ją ponownie do budynku przy ul. Wolności 38.

### Po 2018 r.
W 2018 roku biblioteka ponownie zmieniła lokalizację przenosząc się do nowo wzniesionego gmachu przy ul. Matejki 11 B.

## Struktura
- Dział instrukcyjno-metodyczny
- Dział gromadzenia, opracowania i informacji
- Dział udostępniania

## Dyrektorzy i kierownicy biblioteki
1. Stefania Paradowska 1947-1951
2. Elżbieta Neumann 1951-1952
3. Antoni Bogucki 1953-1968
4. Jerzy Węcławski 1968-1974
5. Joanna Kuświk 1974-1999
6. Aleksandra Kurek 1999-2023
7. Małgorzata Grzybek 2023-

## Zbiory
Biblioteka posiada zbiory ponad 50 tys. woluminów, w tym 1,8 tys. zbiorów specjalnych.

### Regionalia
Zbiory regionalne w Wąbrzeźnie liczą niemal 500 pozycji i obejmują wydawnictwa, rękopisy, maszynopisy, nagrania z zakresu historii, geografii, współczesności powiatu wąbrzeskiego, ziemi chełmińskiej. Dominują w nich kroniki i maszynopisy Witalisa Szlachcikowskiego. Poza tym regionalia biblioteczne wzbogacane są co roku darowanymi cymeliami od mieszkańców, pracami dyplomowymi, nowymi wydawnictwami oraz pracami konkursowymi z Powiatowego Konkursu Literackiego „Wąbrzeźno – moje miejsce na ziemi” organizowanego przez bibliotekę od 2001 roku. W zbiorach znaleźć można zarówno naukowe opracowania dotyczące historii i przyrody regionu, wspomnienia, prace dyplomowe związane z miastem i okolicą, poezje, beletrystykę autorów pochodzących z powiatu wąbrzeskiego. Są tam także pięknie ręcznie ilustrowane kroniki miasta, prowadzone w od 1990 roku przez Krzysztofa Iwankowskiego (1964-2016), który skrupulatnie odnotowywał wydarzenia miejskie i sukcesy mieszkańców.